# Andreas Kronthaler (Modedesigner)
Andreas Kronthaler (* 26. Januar 1966 in Fügen, Tirol) ist ein österreichischer Modedesigner. Gemeinsam mit seiner 2022 verstorbenen Frau, der Modedesignerin Vivienne Westwood, entwarf er unkonventionelle Modekollektionen. Seine eigenen Kollektionen zeigt er seit den frühen 1990er-Jahren unter der Bezeichnung Andreas Kronthaler for Vivienne Westwood und seit 2016 unter der gleichnamigen Modemarke (früher: Vivienne Westwood Gold Label).

## Leben
Kronthaler ist ein Sohn des Kunstschmieds Franz Kronthaler und dessen Frau Maria-Mara, die als Antiquitätenhändlerin tätig war. Sein Bruder Martin wurde später Landwirt einer Betriebsgemeinschaft in Reith im Alpbachtal. Kronthalers zweiter Bruder Thomas war Schmiede- und Schlossermeister und starb 1999 unerwartet. Mit 14 Jahren zog er nach Graz und besuchte dort von 1980 bis 1985 die Höhere Abteilung für Bildnerische Gestaltung (Abteilung Metallgestaltung) an der Kunstgewerbeschule (Ortweinschule). Sein Lehrer war der Goldschmied Walter Klug. Kronthaler wohnte zu dieser Zeit im Internat und machte die Matura. Während seiner Lehre experimentierte er mit verschiedenen Medien wie dem Herstellen von Skulpturen, Installationen und dem Nähen von Textilien. Um seine Ausbildung finanzieren zu können, entwarf er Kleidung und verkaufte diese an lokale Modegeschäfte.
Nach seinem Diplom schrieb er sich im Studiengang Industriedesign ein an der Universität für angewandte Kunst Wien und hörte bei Carl Auböck. Das Studium finanzierte er ebenso durch Modeentwürfe. Kronthaler verlor das Interesse am Produktdesign und unterbrach sein Studium mit Aushilfstätigkeiten. Daneben begann er, Kleider für Freunde umzuändern und zu nähen. Dabei achtete er sehr genau darauf, wie die Kleidungsstücke zusammengesetzt waren. Diese Gründlichkeit hat er mit Westwood gemein, die ebenfalls zu Beginn ihres Schneiderns die Nähte der jeweiligen Kleidung auftrennte, um den Schnitt herauszufinden. 1988 bewarb er sich für die Aufnahmeprüfung des Studienfachs Modedesign und wurde angenommen.
1989 lernte Kronthaler Vivienne Westwood kennen. Sie hatte einen Lehrauftrag an der Universität für angewandte Kunst in Wien angenommen und Kronthaler begann im selben Semester sein Modestudium. Nach einer Einführung in die Modegeschichte von Westwood kreierte Kronthaler seine erste Modekollektion, die von der Renaissance inspiriert war. Westwood war von seinem Talent und der Kollektion begeistert und lud ihn in ihr Studio nach London-Battersea ein. 1989 zog Kronthaler als Westwoods Assistent nach London. Sie arbeitete an den sogenannten Sun-Wheel-Kleidern, die später ein Teil ihrer Kollektion wurden. Nach ein paar Monaten wurden sie ein Liebespaar und er zog vom Atelier zu Vivienne Westwood.

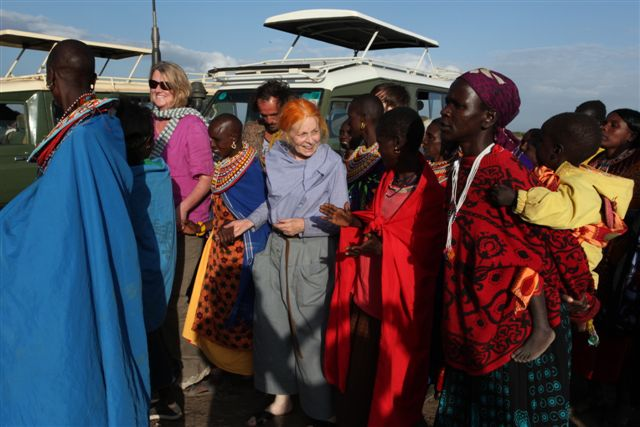
Kronthaler (hinten Mitte) mit Vivienne Westwood in Kenia, 2011

1992 heirateten Kronthaler und Westwood. Sie sagte über ihren Mann, dass er „der talentierteste Mensch [ist], den ich je getroffen habe.“ Das Ehepaar unterstützte gemeinsam viele Initiativen im Bereich von Umweltschutz, Frieden und Menschenrechte. Sie besuchten jährlich Österreich, um Urlaub zu machen, für Modeprojekte u. a. mit der Trachtenmanufaktur Tostmann und für Inspirationen. 2010 erhielten beide von Gexi Tostmann den von Tostmann ausgeschriebenen Emilie-Flöge-Preis  als „Botschafter der Tracht“ überreicht.
Bei der Hochzeit des inhaftierten Journalisten und Gründers von WikiLeaks, Julian Assange, mit Stella Morris im März 2022 im Hochsicherheitsgefängnis Belmarsh trugen die Brautleute mit einem auf einem schottischen Kilt basierenden Gewand bzw. einem Kleid mit Graffiti-Design Entwürfe von Kronthaler und seiner Frau.

## Modekollektionen (Auswahl)
- 1993: Fall 1993 Ready-To-Wear[4]
- 2005: Spring 2006 Ready-To-Wear[23]
- 2006: Spring 2007 Ready-To-Wear[24]
- 2018: Spring 2019 Ready-to-Wear[25]
- 2023: Fall 2023 Ready-to-Wear[26]

## Filme
- Backstage – Das Neujahrskonzert 2014. Dokumentarfilm, Österreich, 22:30 Min., Regie: Felix Breisach.[27]
- Westwood: Punk, Icon, Activist. Dokumentarfilm, Großbritannien, 2017, 78 Min., Buch und Regie: Lorna Tucker.[28][29]